# Zanthier (Adelsgeschlecht)

Wappen derer von Zanthier

Zanthier ist der Name eines alten anhaltischen Adelsgeschlechts, das mit Erhard Zcanthir urkundlich 1404 zuerst erscheint.

## Geschichte
Die Stammreihe beginnt mit Andreas von Zanthier, der 1474 als Gutsherr auf Prosigk (Landkreis Anhalt-Bitterfeld, Sachsen-Anhalt) nachgewiesen ist.
Der früher vermutete Zusammenhang mit der Burg Zantyr in Pommerellen und mit dem in Elbing (Masuren, Ostpreußen) 1286 auftretenden Cunrat de Zantyr, ist nicht erwiesen.
Die Familie bildete mit Erhard von Zanthier 1634 (I.) und Christoph Ernst von Zanthier 1620 (II.) zwei Hauptlinien heraus. Innerhalb der Linie I gab und gibt es bis in das 21. Jahrhundert hinein drei genealogische Äste, die allesamt in Salzfurth ihren Ursprung führen, aber viele nicht über mehrere Generationen ihre Begüterungen halten konnten oder stetig wiederum ein anderes Gut nachfolgend erwarben.
Die erste Hauptlinie Salzfurth, das erste Haus, besaß so einige Jahrzehnte Gut Kolkau. Das zweite Haus der ersten Linie brachte ausnahmslos Militärs hervor, u. a. den kurfürstlich sächsischen Generalleutnant Christoph Heinrich von Zanthier (1709–1797). Seine und die Nachfahren beider Ehefrauen wurden Oberstleutnants und Hauptleute. Der Ururenkel Hans Christoph Heinrich Lätare von Zanthier (1875–1969) war zudem Ritter des sächsischen Militär-St. Heinrichs-Orden. Lediglich dessen Vater Arthur Heinrich von Zanthier (1843–1898) wählte eine zivile berufliche Tätigkeit und wurde sächsischer Landesgerichtsrat.
Aus dem dritten Haus der ersten Linie geht der Kontext zu der beständigsten Besitzung des Gesamtgeschlechts im so genannten Neu-Vorpommern. Ab 1797 war das vorpommersche Gut Pütnitz im Besitz der Familie. Denn Christian Ernst von Zanthier (1752–1793) heiratete 1788 Karoline von Dechow-Pütnitz. Die Familie von Zanthier entwickelte dann das Rittergut mit weiterem Zubehör stetig weiter. Bis zur Bodenreform 1945 war zuletzt Hans Dietrich (Dietz) von Zanthier (1895–1964) der Grundbesitzer vor Ort. Im 18. Jahrhundert zählten weiterhin Buslar im Kreis Pyritz und Sadelberg im Kreis Dramburg, hinzu kamen Wendisch Karstnitz, Vorwerk Belsow und Rambow im Kreis Stolp, schließlich erwarb die Familie 1837 noch Alt Schlage im Kreis Belgard.
Die zweite Hauptlinie Prosigk waren die Nachfahren des Constantin von Zanthier (1828–1903) und seiner Frau Clara von Hövel, die noch nach 1962 in Mecklenburg und größtenteils in Südwestafrika lebten und heute mit Elgin von Kehler, geborene von Zanthier, als letzte Vertreterin ihrer Linie in Australien.

## Wappen
In Rot ein mit drei natürlichen Zander-Köpfen belegter silberner Schrägrechtsbalken; auf dem Helm mit rot-silbernen Decken zwei aufgerichtete, nach außen gekrümmte natürliche Zander. Die Familie von Woiski, auch Zanthier-Woiski führt(e) das selbige Wappen.

## Namensträger
- Friedrich Georg von Zanthier (1702–1769), Landrat im Kreis Landsberg (Warthe)[13]
- August Carl Alexander von Zanthier (1734–1815), hessischer und anhaltischer Hofbeamter und Schriftsteller
- Christoph Friedrich Zanthier (1671–1760), preußischer Major und anhaltinischer Landrat
- Christoph Jobst Zanthier (1679–1724), fürstlich-anhalt-köthen‘scher Hofmeister
- Ernst von Zanthier – der Notfeste, Mitglied der „Fruchtbringenden Gesellschaft“[14]
- Hans Dietrich von Zanthier (Forstmeister) (1717–1778), deutscher Förster und Jäger
- Hans Dietrich von Zanthier (Politiker) (1856–1925), deutscher Politiker
- Hans Georg von Zanthier (1891–1969), Generalleutnant[15]
- Joachim von Zanthier – Professor für Physik an der Universität Erlangen-Nürnberg

## Weitere Literatur
- Geschlechtsnachrichten und Biographie des Majors Christoph Friedrich von Zanthier. in: Karl Friedrich Pauli: Leben grosser Helden des gegenwärtigen Krieges. Band 5, Original C. P. Francken (Buchdruck des Waisenhauses), Halle a. d. Saale 1760. Mehrbändige Gesamtausgabe 1759–1763, Reprint Let Me Print, Kempten 2012, S. 277 f. ISBN 978-5-87735-594-1.